# Касьянов Анатолій Васильович
Анатолій Васильович Касьянов (3 березня 1939, село Нова Каракуба, тепер Великоновосілківського району Донецької області — 12 січня 2025) — український радянський діяч, голова Луганського облвиконкому, 1-й секретар Сєверодонецького міськкому КПУ Ворошиловградської області. Член Ревізійної Комісії КП України в 1981—1986 роках. Член КП України в 1990—1991 роках. Народний депутат СРСР в 1989—1991 роках. Державний службовець 1-го рангу (04.1994).

## Біографія
Закінчив середню школу. У 1956—1961 рр. — студент дорожньо-будівельного факультету Харківського автомобільно-дорожнього інституту.
У серпні 1961 — липні 1964 р. — майстер, виконроб, старший виконроб будівельного управління № 4 тресту «Лисичанськжитлобуд» Луганської області. У липні 1964 — січні 1974 р. — головний інженер, начальник будівельного управління № 1 тресту «Сєверодонецькпромбуд» Луганської області.
Член КПРС з 1969 року.
У січні 1974 — 1979 р. — 2-й секретар Сєверодонецького міського комітету КПУ Ворошиловградської області. У 1979 — грудні 1984 р. — 1-й секретар Сєверодонецького міського комітету КПУ Ворошиловградської області.
У грудні 1984 — травні 1987 р. — секретар Ворошиловградського обласного комітету КПУ.
26 травня 1987 — квітні 1990 р. — голова виконавчого комітету Ворошиловградської обласної ради народних депутатів.
У квітні 1990 — січні 1991 р. — голова Луганської обласної ради народних депутатів. У січні 1991 — червні 1992 р. — голова Луганської обласної ради народних депутатів і голова виконавчого комітету Луганської обласної ради. У квітні 1992 — липні 1994 р. — голова Луганської обласної ради народних депутатів.
У вересні 1994 — 2004 р. — голова регіонального відділення Фонду державного майна України в Луганській області.
З 2004 — на пенсії у місті Сєверодонецьку Луганської області. Працював на громадських засадах помічником народного депутата України 4-го скликання Валентина Дзоня і народного депутата України 5-го скликання Леоніда Фесенка.
Помер 12 січня 2025 року у віці 85 років.

## Нагороди
- два ордени Знак Пошани (1971, 1981)
- орден «За заслуги» III ст. (.10.1999)[3]
- медалі
- Почесний громадянин міста Сіверськодонецька